# Paeonia veitchii
Espèce
Classification phylogénétique
La Pivoine de Veitch (Paeonia veitchii) est une plante herbacée de la famille des Paeoniaceae, originaire des prairies alpines du centre de la Chine (sud-est du désert du Gobi).
Très proche de Paeonia anomala L, elle pose quelques problèmes d’identification et est considérée maintenant par D.Y. Hong & K.Y. Pan (2001, Flora of China) comme une sous-espèce de P. anomala.
La Pivoine de Veitch (en chinois 川赤芍 chuānchìsháo) est très prisée en Chine où sa racine (avec celle de Paeonia lactiflora) sert de matière médicale sous le nom de 赤芍药 chìsháoyào.
Étymologie : James Veitch (1815-1868) était un célèbre horticulteur à Chelsa (Londres). Lynch, le descripteur de la pivoine reçut la médaille commémorative Veitch en 1901 puis en 1924.
Synonymes :
- (≡) Paeonia anomala subsp. veitchii (Lynch) D. Y. Hong & K. Y. Pan ,
- (=) Paeonia beresowskii Kom. ;
- (=) Paeonia woodwardii Stapf ex Cox.

## Description
La pivoine de Veitch est une plante herbacée, pérenne, de 50 à 80 cm de hauteur, pourvue de fortes racines.
Les feuilles sont 2-ternées, avec des folioles profondément incisés en 2 ou 4 segments étroits, à base décurrent, parfois lobés. Les segments et lobes sont linéaires à linéaires-lancéolés, de 3,5-10 × 0,4-2 cm, vert foncé dessus, glauque en dessous.
Chaque tige porte en général 2 à 4 fleurs, terminales et axillaires et 1 à 3 bourgeons floraux avortés. La fleur comporte 2-5 bractées feuillées, 3 ou 4 sépales ovés-orbiculaires, 6-9 pétales roses ou magenta et 2-5 carpelles. La floraison se fait en avril-juin.
Le fruit est formé de follicules brun jaune, hirsutes et parfois glabres.
On distingue plusieurs taxons subordonnés :
- Paeonia veitchii subsp. altaica
- Paeonia veitchii Lynch var veitchii
- Paeonia veitchii var. woodwardii (Stapf and Cox) F.C. Stern, variété plus petite (30 cm de haut), trouvée près de Zhoni dans le Gansu, dans les pâturages de yaks vers 3 000 m d’altitude.

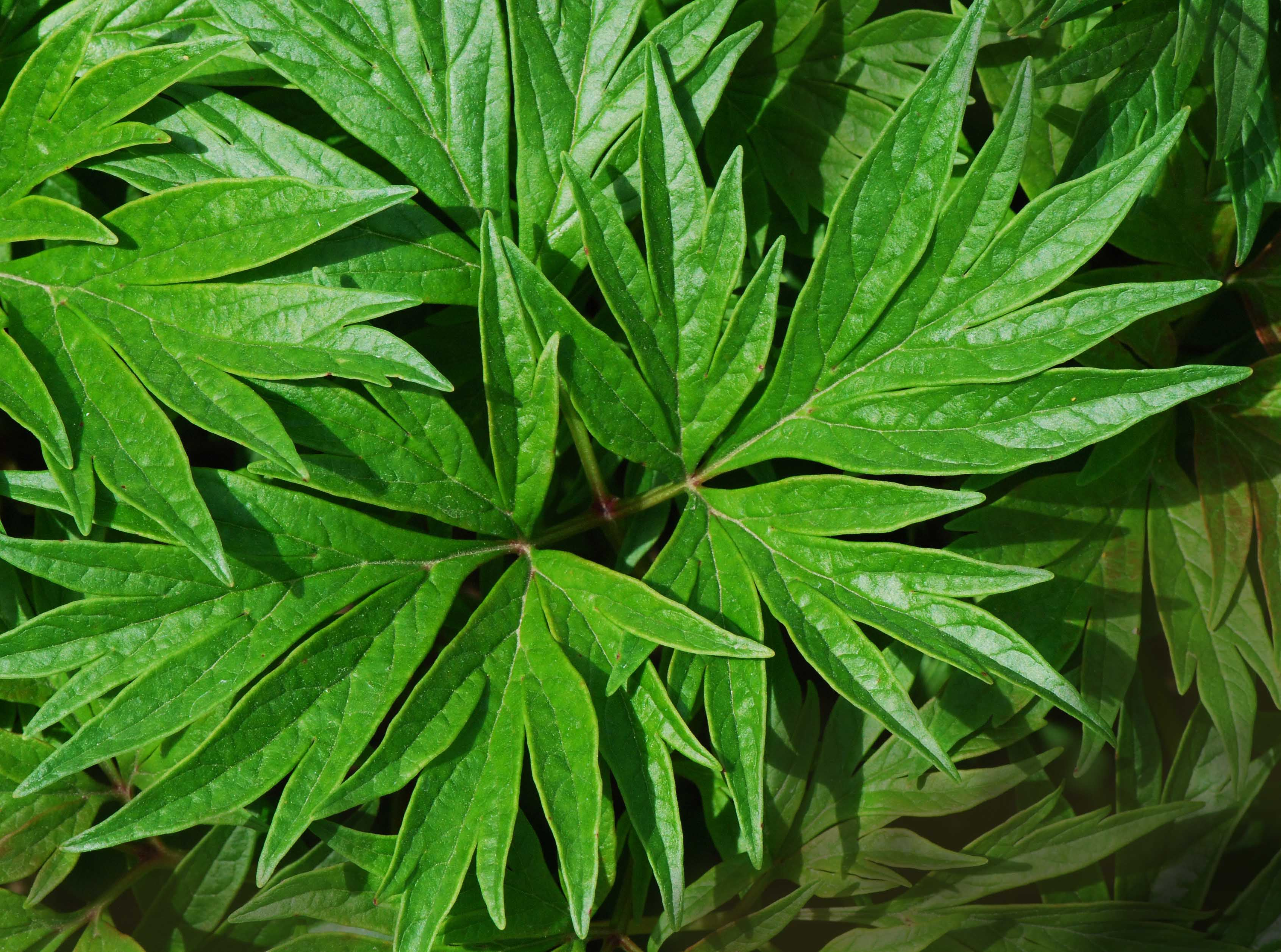
Feuille
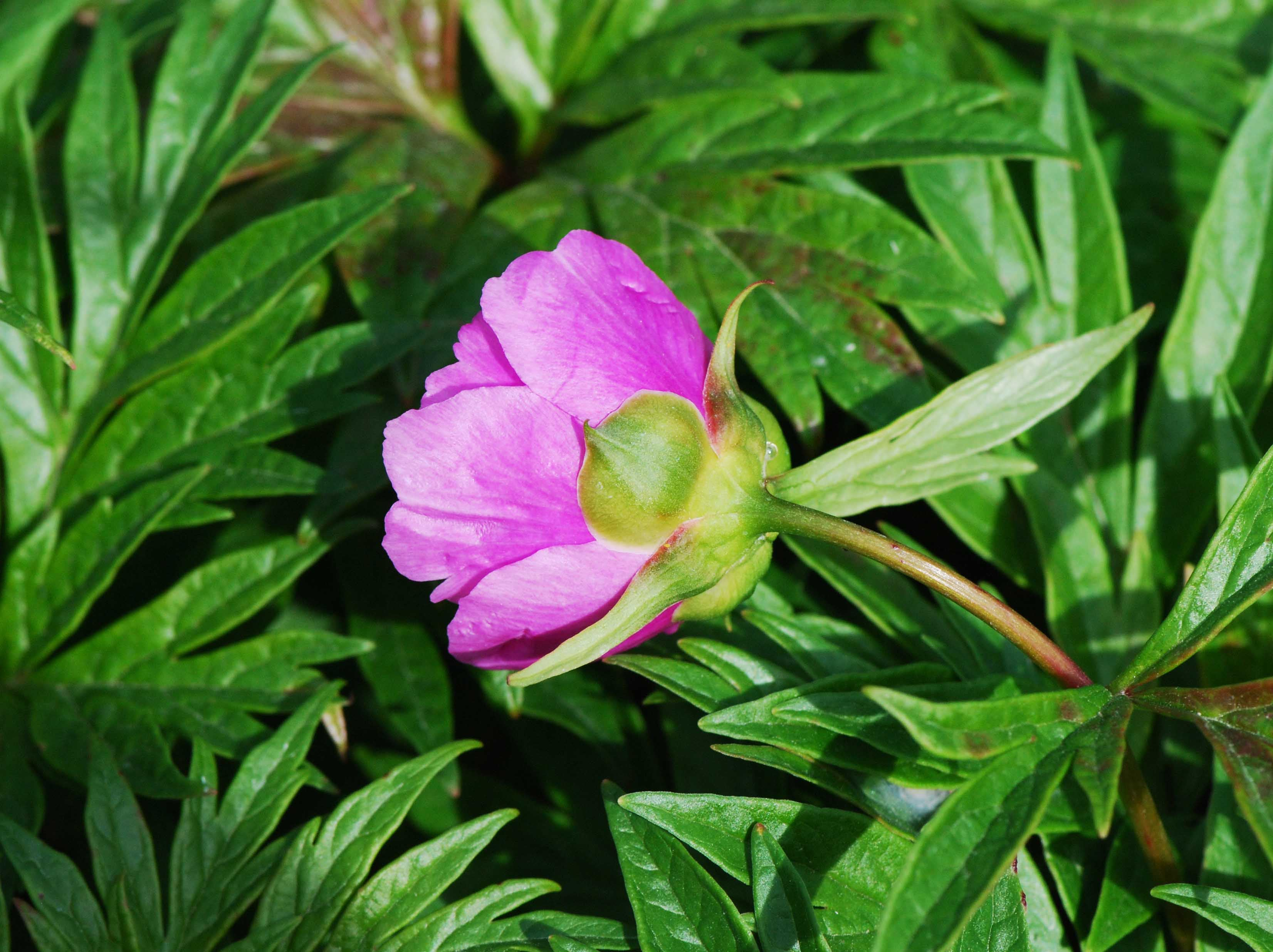
Fleur
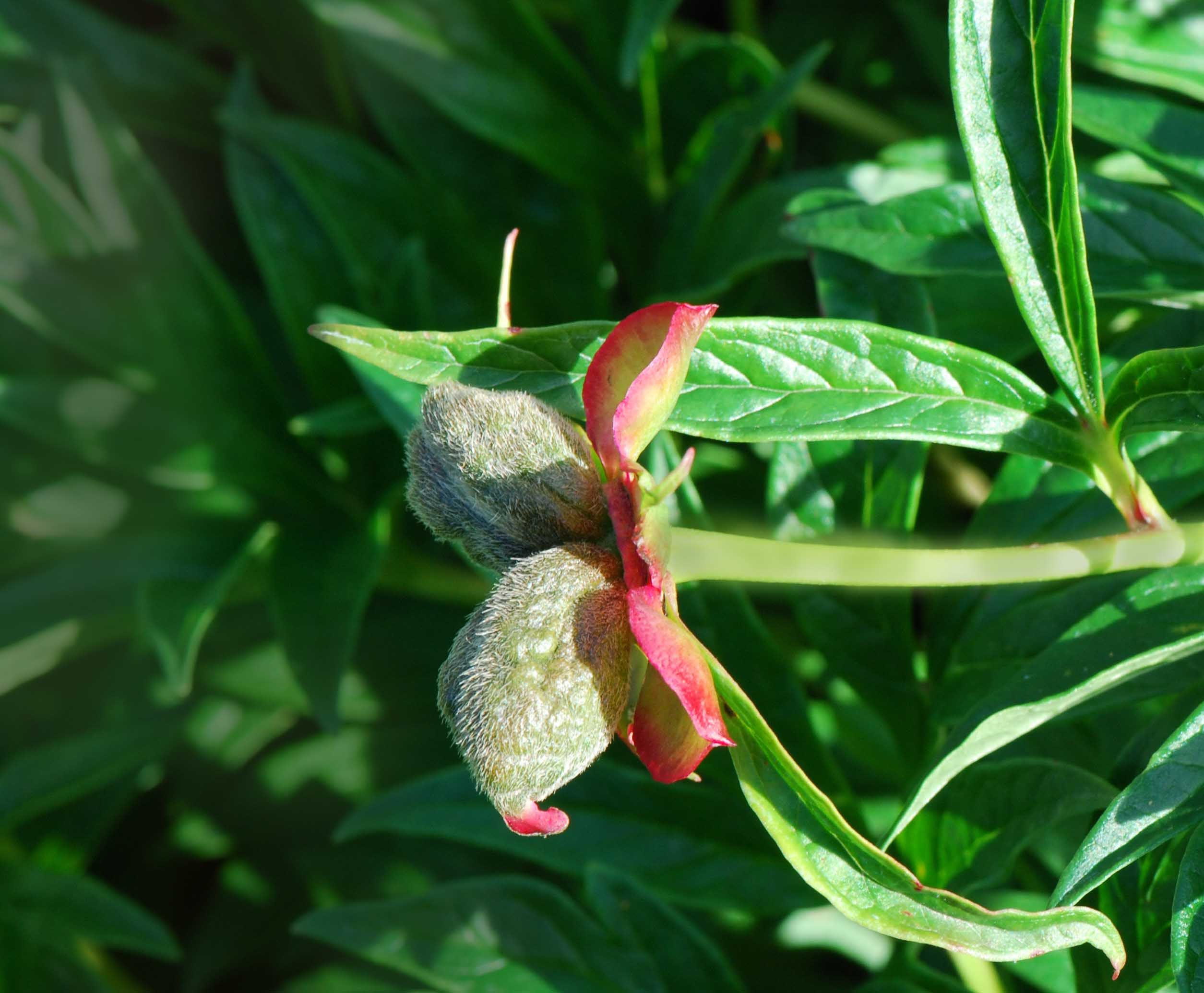
Fruit

## Écologie
Cette pivoine affectionne les forêts, les prairies bordées de forêts, les pentes ensoleillées des zones subalpines et alpines (1800-3 900 m).
Elle possède une très large aire de répartition au centre de la Chine : Sichuan, Shaanxi, Qinghai et accessoirement Gansu, Ningxia, Tibet,  Shanxi, Yunnan.

## Utilisations
- Médicinale

En Chine, la racine est utilisée comme matière médicale. Sous le nom de Radix Paeonia Rubrae, 赤芍药pinyin : chìsháoyào, la Pharmacopée chinoise (2005) rassemble deux espèces, la pivoine de Chine, Paeonia lactiflora Pallas et la pivoine de Veitch, Paeonia veitchii Lynch. La racine collectée au printemps ou en automne, est séchée au soleil puis coupée en lamelles. Elle est utilisée crue ou cuite au four. C’est une des drogues traditionnelles les plus utilisées en Chine. Elle est réputée avoir les fonctions suivantes :
- éliminer la chaleur
- rafraîchir le sang
- calmer les douleurs en enlevant la stase de sang et en réduisant le gonflement

Les indications traditionnelles sont :
- état inflammatoire
- maladie fébrile, éruption cutanée
- aménorrhée, ménorragie

D’après des études pharmacologiques récentes
, les polyphénols de la racine de Paeonia veitchii sont d’une plus grande efficacité que ceux de la pivoine de Chine, Paeonia lactiflora.
L’analyse par chromatographie HPLC détecte dans la racine de la pivoine de Veitch de la paeoniflorine, du 1,2,3,4,6-pentagalloyl glucose, de l’acide gallique, du méthyl gallate, tétragalloyl glucose, galloylpaeoniflorine. Il a récemment, été montré que les galloyl glucoses diminuent le niveau d’endotoxine du plasma lors d’une septicémie.
- Ornementale

Cette pivoine est aussi cultivée comme plante ornementale. C’est une plante rustique, facile à cultiver qui demande seulement un sol bien drainé et une position au soleil ou mi-ombragée.